# Асфальтовое солнце
«Асфальтовое солнце» — российский фильм 2021 года режиссёра Ильи Хотиненко.

## Сюжет
1982-й год, прибрежный город в Крыму. У 15-летнего школьника Артёма Белова есть всё для счастья: лучший друг, влюблённость в новенькую одноклассницу, его отец — солист ансамбля народного танца, гастролирует за рубежом и обещает привезти сыну жвачку, джинсы и пластинки зарубежных рок-музыкантов.
Но всё рушится в один момент, и в это последнее лето детства на него сваливается предательство отца, первая любовь, которая смотрит на другого, дружба навек и ссора навек же. Отец во время гастролей остается на Западе и становится невозвращенцем, но кроме необходимости поддерживать мать, у Артёма начинаются проблемы в школе и со сверстниками, вдобавок понравившаяся девочка не обращает на него никакого внимания.
Спасение от бед Артём находит в новомодном увлечении — он собирает скейт по чертежам из журнала «Техника молодёжи», учится ездить на нём, и участвует в опасных уличных соревнованиях, чтобы доказать себе и уличным пацанам, что он чего-то стоит, и произвести впечатление на новенькую.

## В ролях
- Артём Фадеев — Артём Белов
- Полина Агуреева — мама Артёма
- Олег Ягодин — отец Артёма
- Давид Мелконян — Митька
- Анфиса Кафтанова — Адмиральская
- Василина Маковцева — преподаватель хореографии
- Александр Бодров — Гордей
- Алина Бабак — Светка Карпухина
- Мария Павлова — Шелепова
- Тимур Савин — таксист
- Екатерина Гудина — Люся
- Ксения Рябинкина — бабушка Светки
- Александр Варлей — учитель английского
- Александр Кудренко — Виктор Иванович
- Елена Мухортова — репортёр
- Владимир Паршенков — сержант милиции
- Янина Колесниченко — директор школы
- Олег Гаас — сотрудник КГБ
- Антонина Медведева — директор Дома культуры

## Фестивали
Премьера фильма состоялась в 2021 году в рамках XXIX фестиваля «Окно в Европу», фильм стал победителем зрительского голосования в конкурсе «Выборгский счёт» и получил Приз зрительских симпатий.

## Съёмки
Фильм снимали в Крыму и в Краснодарском крае: местами съёмок стали города Керчь, Геленджик, Новороссийск.

## Рецензии
- Валерий Кичин — «Асфальтовое солнце» расскажет о том, что любое затмение — временное // Российская газета — Федеральный выпуск: № 169(8817) от 27 июля 2022
- Максим Ершов — Рецензия на фильм «Асфальтовое солнце» — историю взросления в СССР 80-х // Фильм.ру, 28 июля 2022
- Иван Афанасьев — «Асфальтовое солнце»: «середина 90-х» про советских подростков // 7 Дней, 6 сентября 2022
- Евгений Ткачёв, Елена Кушнир — Очень скейтерские дела: рецензии на подростковые драмы «Асфальтовое солнце» и «Скейтборд» // Афиша.ру, 29 июля 2022
- Юлия Шагельман — Доска по родине. «Асфальтовое солнце» Ильи Хотиненко // Коммерсантъ, 26 июля 2022
- Фёдор Дубшан — «Асфальтовое солнце»: почему «ламповое» кино о 1980-х — больше, чем молодежная драма // Фонтанка.ру, 28 июля 2022
- Тимур Алиев — Одиночество и первая любовь в позднем СССР: в прокат вышел фильм «Асфальтовое солнце» // ForbesLife, 30 июля 2022
- Пётр Кабанов — Над прошлым солнце светит // Областная газета, 30 июля 2022
- Игорь Карев — О чём фильм Ильи Хотиненко «Асфальтовое солнце»? // Аргументы и факты, 28.07.2022